# Puinave (jezična porodica)
Puinavean (Puinave-Makú), porodica jezika američkih Indijanaca iz Kolumbije i susjednog Brazila koja obuhvaća jezike Indijanaca Puinave u graničnom području Kolumbije i Venezuele i srodnih Maku plemena koja koja govore više srodnih jezika ili dijalekata. Puinave jezikom služi se preko 2,200 ljudi u području rijeke Inírida i njezinih pritoka. 

## Klasifikacija
- Puinave: Guaipunave, Puinave. nastanjeni u Kolumbiji.
- Macuan: Cacua ili Kakwa ili Kakua (od Kerarí ili Querari ili Bará ili Bara-Makú, Nukak ili Macusa, i nekoliko drugih dijalekata): vaupés i macú-paraná ; Guariba ili Wariva; Hupdë ili Hupdá (od Tikié, Hupda vlastiti, Yahup ili Yuhup i Papurí); Kaburí (od Nadêb ili Nadëb ili Nadobo, Marahan i Kamán ili Dâw); Kuri-Dou (od Kurikuriaí i Dou; Macu. Naziv Yapooa obuhvaćao je Querarí i Papurí. Kolumbija i Brazil

## Vanjske poveznice
- Puinave-Makú  Arhivirana inačica izvorne stranice od 28. studenoga 2008. (Wayback Machine)